# Onthophagus taiwanus
Onthophagus taiwanus là một loài bọ cánh cứng trong họ Bọ hung (Scarabaeidae).